# نادي خور دبي للغولف واليخوت
افتتح نادي خور دبي للغولف واليخوت لأول مرة في دبي، الإمارات العربية المتحدة، في عام 1993، ويضم ملعب غولف للبطولات مكون من 18 حفرة وبمعدل 71 معدل ضربات، مع نادي مميز على شكل شراع. وكانت موطنًا لأكاديمية الغولف الأولى في الشرق الأوسط. يضم النادي عددًا من الغرف الوظيفية بالإضافة إلى مرافق تغيير الملابس وعدد من المطاعم. يقع في قلب المدينة، على جانب ديرة من خور دبي.
استضاف النادي بطولة دبي ديزرت كلاسيك في عامي 1999 و2000. ويحتفظ لي ويستوود ودارين كلارك بالرقم القياسي للدورة البالغ 63. استضاف نادي خور دبي للغولف حفل توزيع جوائز الغولف العالمية في أكتوبر 2020. وتهدف الجوائز إلى الاحتفال ومكافأة التميز في سياحة الغولف. كما يستضيف النادي أول أكاديمية للجولف على الإطلاق في الشرق الأوسط وتعتبرالحفرة الثامنة عشر في النادي من أبرز 10 حفر بملاعب الغولف من حول العالم 
وفي عام 2005، اختير خور دبي ضمن قائمة أفضل 100 ملعب غولف في العالم في مجلة عالم الجولف.

## وصف النادي
يقع نادي اليخوت في مبنى منفصل. صمم المشروع من قبل المهندس المعماري البريطاني بريان جونسون ويهدف إلى استحضار خيمة عربية. يقع فندق بارك حياة البوتيكي المكون من 180 غرفة بين المبنيين وأراضي نادي الخور للغولف واليخوت، كما يضم 92 فيلا تتألف منها مساكن نادي خور دبي. يعد نادي خور دبي للغولف واليخوت أيضًا موطنًا لمنظم رحلات الطائرات المائية الوحيد في المدينة، سي وينجز.
ومن أهم الملاعب في النادي :
ملعب البطولة:يمتد ملعب البطولة على مساحة خضراء شاسعة تضم 18 حفرة و71 باراً
ملعب بار 3: مناسب لهواة لعب الجولف وذوي المستوى المبتدئ.
ميني جولف دبي: يناسب جميع اللاعبين من المستويات والأعمار كافة.